# Northwest Aitkin, Minnesota
Xã Northwest Aitkin (tiếng Anh: Northwest Aitkin Township) là một xã thuộc quận Aitkin, tiểu bang Minnesota, Hoa Kỳ. Năm 2010, dân số của xã này là 342 người.